# ليديا بيلي
ليديا بيلي (بالإنجليزية: Lydia R. Bailey)‏ هي طباعة أمريكية، ولدت في 1 فبراير 1779 في مقاطعة لانكستر في الولايات المتحدة، وتوفيت في 21 فبراير 1869.